# Хабовичі
Хабовичі (біл. Хабовічы) — село в Білорусі, у Кобринському районі Берестейської області. Орган місцевого самоврядування — Дивинська сільська рада.

## Географія
Розташоване за 20 км від білорусько-українського кордону, за 30 км на південь від Кобриня та за 72 км від Берестя.

## Історія
Хабовичі неодноразово згадуються в спогадах українського письменника Івана Хмеля, уродженця села. Зокрема, за його спогадами на початку XX століття в селі мешкало близько 1000 українців, 60 білорусів (переселенців з Пружанського та Слонімського повітів у 1900 році), 20 євреїв та 10 поляків, діяла православна церква та трирічна церковно-парафіяльна школа при ній. З 1926 року в селі діяв осередок «Просвіти», читальня та драматичний гурток, який ставив вистави «На перші гулі» та «Бувальщину». Поблизу села створювалася перша сотня УПА. Під час Другої світової війни німці розстріляли в селі 20 мешканців.

## Населення

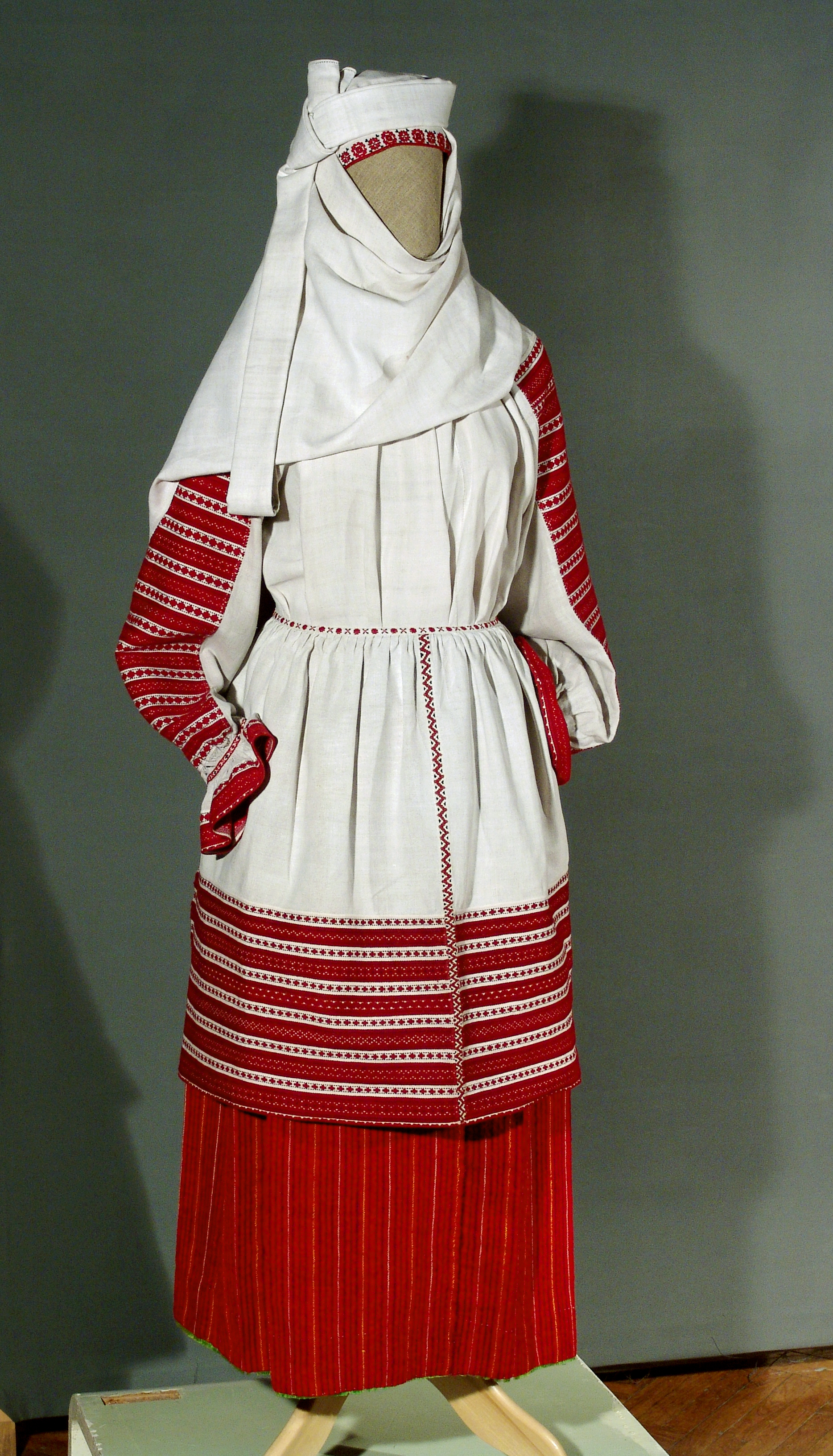
Традиційний український костюм кінця XIX століття з Хабовичів

За переписом населення Білорусі 2009 року чисельність населення села становила 612 осіб.

## Культура
З 1995 року в селі діє український хор.

## Релігія
У селі міститься дерев'яна церква Покрови Пресвятої Богородиці, збудована 1899 року.

## Особистості

### Народилися
- Іван Хміль (Василь Лагодюк-Бойтік), український письменник, поет, педагог, етнограф, учасник української національно-визвольної боротьби.
- Йосиф Кречетович, український та білоруський релігійний діяч.